# Copa Interclubes UNCAF
La Copa Interclubes UNCAF è stata una competizione internazionale annuale di calcio per club organizzata dall'UNCAF, l'organo che gestisce il calcio nell'America centrale, i vincitori di ogni campionato nazionale si qualificavano automaticamente. Dal 1999 al 2007 le migliori tre squadre della competizione si qualificavano per la CONCACAF Champions' Cup. Con la trasformazione di quest'ultima in CONCACAF Champions League tutti i paesi del Centroamerica hanno diritto a posti nella massima competizione continentale, di conseguenza la Copa Interclubes UNCAF è stata quindi abolita.

## Albo d'oro
| Stagione      | Vincitore          | Risultato                           | Secondo posto      | Terzo posto         | Risultato                           | Quarto posto   |
| ------------- | ------------------ | ----------------------------------- | ------------------ | ------------------- | ----------------------------------- | -------------- |
| 2007 Dettagli | Motagua            | 1 - 1 / 1 - 0 Totale 2 - 1          | Deportivo Saprissa | Municipal           | 3 - 0/ 0 - 1 Totale 3 - 1           | Alajuelense    |
| 2006 Dettagli | Puntarenas         | 3 - 2 / 0 - 1 Totale 3 - 3 3-1 rig. | Olimpia            | Deportivo Marquense | 3 - 0 / 1 - 1 Totale 4 - 1          | Victoria       |
| 2005 Dettagli | Alajuelense        | 1 - 0 / 0 - 1 Totale 1 - 1 4-2 rig. | Olimpia            | Deportivo Saprissa  | 2 - 0 / 0 - 2 Totale 2 - 2 5-3 rig. | Pérez Zeledón  |
| 2004 Dettagli | Municipal          | [ 2 ]                               | Deportivo Saprissa | Olimpia             | [ 2 ]                               | FAS            |
| 2003 Dettagli | Deportivo Saprissa | 3 - 2                               | Comunicaciones     | Alajuelense         | 2 - 0                               | Municipal      |
| 2002 Dettagli | Alajuelense        | [ 2 ]                               | Árabe Unido        | Motagua             | [ 2 ]                               | Comunicaciones |
| 2001 Dettagli | Municipal          | [ 2 ]                               | Deportivo Saprissa | Olimpia             | [ 2 ]                               | Comunicaciones |
| 2000 Dettagli | Olimpia            | [ 2 ]                               | Alajuelense        | Real España         | [ 2 ]                               | Municipal      |
| 1999 Dettagli | Olimpia            | [ 2 ]                               | Alajuelense        | Deportivo Saprissa  | [ 2 ]                               | Comunicaciones |
| 1998 Dettagli | Deportivo Saprissa | 2 - 1                               | Municipal          | Real España         | [ 3 ]                               | Olimpia        |
| 1997 Dettagli | Alianza            | 1 - 0                               | Deportivo Saprissa | Municipal           | [ 3 ]                               | Alajuelense    |
| 1996 Dettagli | Alajuelense        | [ 2 ]                               | Deportivo Saprissa | Comunicaciones      | [ 2 ]                               | Municipal      |
| 1983 Dettagli | Comunicaciones     | [ 2 ]                               | Aurora             | Águila              |                                     |                |
| 1982 Dettagli | Real España        | 2 - 1 / 0 - 0 Totale 2 - 1          | Xelajú             |                     |                                     |                |
| 1981 Dettagli | Olimpia            | 1 - 1 / 1 - 0 Totale 2 - 1          | Comunicaciones     |                     |                                     |                |
| 1980 Dettagli | Broncos            |                                     | Alianza            |                     |                                     |                |
| 1979 Dettagli | Aurora             | 1 - 0 / 0 - 0 Totale 1 - 0          | Real España        |                     |                                     |                |
| 1978 Dettagli | Deportivo Saprissa |                                     |                    |                     |                                     |                |
| 1977 Dettagli | Municipal          |                                     | Comunicaciones     |                     |                                     |                |
| 1976 Dettagli | Aurora             |                                     | Comunicaciones     |                     |                                     |                |
| 1975 Dettagli | Platense           |                                     |                    |                     |                                     |                |
| 1974 Dettagli | Municipal          | 1 - 0                               | Deportivo Saprissa |                     |                                     |                |
| 1973 Dettagli | Deportivo Saprissa |                                     |                    |                     |                                     |                |
| 1972 Dettagli | Deportivo Saprissa | 1 - 1 / ? - ? Totale ? - ?          | Aurora             |                     |                                     |                |
| 1971 Dettagli | Comunicaciones     |                                     | Deportivo Saprissa |                     |                                     |                |

## Vittorie per nazione
| Nazione     | N. Vittorie | Squadre Vincitrici                                      |
| ----------- | ----------- | ------------------------------------------------------- |
| Costa Rica  | 9           | Deportivo Saprissa (5), Alajuelense (3), Puntarenas (1) |
| Guatemala   | 8           | Municipal (4), Comunicaciones (2), Aurora (2)           |
| Honduras    | 6           | Olimpia (3), Real España (1), Motagua (1), Broncos (1)  |
| El Salvador | 2           | Alianza (1), Platense (1)                               |